# HMS Malaya
HMS Malaya – pancernik typu Queen Elizabeth – drednotów brytyjskich. Okręt został nazwany od Federacji Stanów Malajskich, której rząd opłacił okręt. Uczestniczył w obu wojnach światowych.
Pancernik był budowany w stoczni W.G. Armstrong Whitworth and Company w High Walker (Newcastle upon Tyne) i został zwodowany w marcu 1915 roku. W czasie I wojny światowej walczył w ramach 5th Battle Squadron dowodzonego przez admirała Hugh Evan-Thomasa, w skład którego wchodziły inne okręty typu Queen Elizabeth. 31 maja 1916 roku, okręt wziął udział w bitwie jutlandzkiej, podczas której został trafiony osiem razy, odnosząc umiarkowane uszkodzenia. Jedno trafienie o 17.30 zniszczyło działo nr 3 kalibru 152 mm i spowodowało pożar  amunicji w całej prawoburtowej baterii średniego kalibru, który spowodował śmierć lub obrażenia 102 ludzi. Zagroziło to wybuchem okrętu, gdy gazy z pożaru dotarły do komory amunicyjnej, lecz pożar został tam opanowany.
W czasie II wojny światowej służył na Morzu Śródziemnym w roku 1940, eskortując konwoje i działając przeciwko flocie włoskiej, a później na Atlantyku. W przypadku konwoju SL 67, jego obecność spowodowała wycofanie się z ataku na konwój niemieckich pancerników „Scharnhorst” i „Gneisenau”, które wolały wycofać się niż ponieść ewentualne straty.

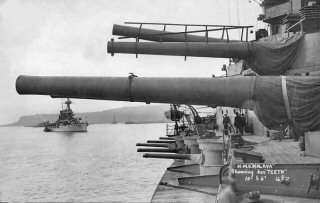
Działa pancernika

Okręt został uszkodzony przez torpedę wystrzeloną przez niemiecki okręt podwodny U-106 20 marca 1941 roku o godzinie 23.23. U-Boot wystrzelił dwie torpedy w kierunku cienia statku handlowego w warunkach nocnych, po lewej stronie konwoju SL-68, około 250 mil w kierunku zachód do północnego zachodu od Wysp Zielonego Przylądka. Kptlt Jurgen Oesten (odznaczony Krzyżem Rycerskim) usłyszał trafienia po 2 minutach i 37 sekundach oraz po 3 minutach i 35 sekundach. Jedna z torped trafiła pancernik „Malaya” (co spowodowało znaczne uszkodzenia), druga trafiła statek „Meerkerk”. Na skutek zalania niektórych przedziałów okręt przechylił się o siedem stopni, ale bezpiecznie dotarł do Trynidadu. Po tymczasowych naprawach popłynął do stoczni New York Navy Yard, gdzie został zadokowany na 4 miesiące.
9 lipca, pod dowództwem Cuthberta Coppingera R.N., pancernik opuścił Nowy Jork na próby i popłynął do Halifaxu na Nowej Szkocji, aby zapewnić eskortę ważnemu szybkiemu konwojowi. W logu pancernika „Malaya” w dniu 21 lipca 1941 roku zanotowano: „Załadowano pasażerów i materiały dla Zjednoczonego Królestwa. Wśród pasażerów jest generał-major R. H. Dewing, DSO (późniejszy szef wojsk na Dalekim Wschodzie), major W.E.H. Grylles z 15/19 Hussars i pan Cherry – amerykański cywil”. Alex H. Cherry był bankierem z Wall Street, który zgłosił się na ochotnika do Royal Navy (napisał później autobiografię).
W tym przejściu Atlantyku żaden ze statków nie został zatopiony i „Malaya” dotarł 28 lipca do Rosyth. Następnie eskortował konwoje z Wielkiej Brytanii na Maltę i do Kapsztadu do lata 1943 roku. „Malaya” został wycofany ze służby pod koniec 1944 roku i umieszczony w rezerwie. Służył jako okręt koszarowy dla młodych żołnierzy. Został sprzedany 20 lutego 1948 roku firmie Metal Industries i dotarł do Faslane 12 kwietnia w celu złomowania. Dzwon okrętowy można zobaczyć w East India Club w Londynie.